# Infomercial
Los infomerciales, también conocidos como teletienda o programación pagada, son comerciales televisivos que pueden tener una duración igual a la de un típico programa de televisión de media hora de nuevas tecnologías. Se emiten normalmente fuera de las horas pico, como durante el día o la madrugada (generalmente entre las 2 y 6 de la mañana).
El vocablo infomercial está formado por las palabras «información» y «comercial». Como en cualquier forma de publicidad, el contenido es un mensaje comercial diseñado para representar los puntos de vista del anunciante. Los infomerciales están muchas veces preparados para que se parezcan a un programa de televisión normal, generalmente talk shows. La teleaudiencia suele recibir poca o nula información del hecho de que el programa es en realidad un comercial.
Los infomerciales están diseñados para solicitar una respuesta directa que es específica y cuantitativa y es, por tanto, una forma de mercadeo de respuesta directa. 
Los anunciantes de los infomerciales hacen uso de eslóganes pegadizos (como «Póngalo y olvídese»), repiten ideas básicas, o emplean a personajes de estilo científico o celebridades como invitados o presentadores del anuncio. El libro As Seen On TV (Quirk Books) de Lou Harry y Sam Stall refleja la historia de productos memorables como el Flowbee, el Chia Pet y los cuchillos  Ginsu. Muchos infomerciales tienen ofertas limitadas o reclaman que las mercancías solo pueden ser adquiridas a través de la televisión, poniendo así presión en el telespectador para que compre el producto.
Debido a la a veces naturaleza sensacionalística de los anuncios y de la cuestionable naturaleza de algunos productos, los defensores del consumidor recomiendan la cuidadosa investigación del patrocinador del comercial, el producto que se vende, y las afirmaciones hechas sobre el producto antes de hacer una compra. Al comienzo de un infomercial, las estaciones de TV suelen mostrar un mensaje advirtiendo que «el siguiente programa es un anuncio pagado», y que la estación no adhiere las opiniones del programa (ver los enlaces externos para dos ejemplos).

## Historia
Los infomerciales empezaron a proliferar en Estados Unidos después de 1984, cuando la Comisión Federal de Comunicaciones, o Federal Communications Commission (FCC por sus siglas en inglés) eliminó las regulaciones al contenido comercial de la televisión establecidas en las décadas de 1950 y 1960. El desarrollo inicial del infomercial puede ser atribuido en buena medida a los socios Edward Valenti y Barry Beecher, quienes desarrollaron el formato para vender el cuchillo Ginsu.
Algunos televangelistas como Robert Tilton y Peter Popoff compran tiempo en antena de agentes de infomerciales que representan a estaciones de TV de alrededor de los EE. UU. y varias cadenas de cable a las que no les asusta la idea de tener programas religiosos en su parrilla.
Los infomerciales se emiten en los Estados Unidos y Canadá generalmente durante la madrugada y las primeras horas de la mañana, aunque el mediodía y el horario estelar no se desestiman. También existen cadenas dedicadas exclusivamente a emitir infomerciales, ya que los proveedores de televisión por  suscripción que emiten estos canales reciben un porcentaje de las ventas. El canal financiero estadounidense CNBC, que emite solo una hora de infomerciales durante los días de semana, transmite hasta 28 horas de estos programas los fines de semana en los horarios durante los cuales se emitiría programación financiera un día de semana. Los infomerciales son también una oferta constante en la cadena Ion Television, tanto durante la madrugada como durante el día.
El primer documental en tratar la historia del infomercial fue Pitch People.
En México, se transmite el programa CV Directo en varios canales de Televisa que lo hizo más popular en el país.
En Perú se emitió el programa Telemercado en Panamericana Televisión. Su sucesor fue Quality Channel.